# Velódromo Peñalolén
Das Velódromo Peñalolén ist eine Halle mit Radrennbahn in Santiago de Chile. Es befindet sich im Parque Peñalolén im Stadtteil Ñuñoa.
Das Velodrom wurde im März 2014 eingeweiht als Sportstätte für die anstehenden Südamerikaspiele und ist für 3000 Zuschauer ausgelegt. Die eingebaute Bahn erfüllt die internationalen Standards des Weltradsportverbandes UCI.
Nachdem im Velódromo Peñalolén im März 2014 die Bahnradsportwettbewerbe der Südamerikaspiele stattgefunden hatten, war es im September 2015 Austragungsort der Panamerikanischen Bahnmeisterschaften. Vom 7. bis 9. Dezember 2017 fand der vierte Lauf des Bahnrad-Weltcups 2017/18 ebenfalls in diesem Velodrom statt. 2023 wurden in der Bahn die Bahnradsport-Wettbewerbe der Panamerikanischen Spiele ausgetragen.